# Seth Lundy
Seth Xavier Lundy (Paulsboro, 2 aprile 2000) è un cestista statunitense, professionista nella NBA.

## Carriera
Dopo aver trascorso la carriera universitaria con i Penn State Nittany Lions, nel 2023 viene selezionato con la quarantaseiesima scelta assoluta al Draft NBA dagli Atlanta Hawks. Il 6 luglio viene firmato con un two-way contract.

## Statistiche

### College
| Anno      | Squadra                  | PG  | PT | MP   | TC%  | 3P%  | TL%  | RP  | AP  | PRP | SP  | PP   |
| --------- | ------------------------ | --- | -- | ---- | ---- | ---- | ---- | --- | --- | --- | --- | ---- |
| 2019-2020 | Penn State Nittany Lions | 31  | 15 | 14,8 | 39,4 | 39,1 | 75,0 | 2,7 | 0,5 | 0,3 | 0,4 | 5,3  |
| 2020-2021 | Penn State Nittany Lions | 25  | 15 | 23,8 | 38,5 | 32,0 | 81,3 | 4,2 | 0,8 | 0,7 | 0,6 | 10,1 |
| 2021-2022 | Penn State Nittany Lions | 30  | 30 | 32,4 | 39,5 | 34,8 | 86,7 | 4,9 | 0,7 | 1,0 | 0,7 | 11,9 |
| 2022-2023 | Penn State Nittany Lions | 36  | 36 | 31,7 | 45,0 | 40,0 | 80,7 | 6,3 | 0,9 | 0,8 | 0,6 | 14,2 |
| Carriera  | Carriera                 | 122 | 96 | 26,0 | 41,2 | 36,8 | 81,4 | 4,6 | 0,7 | 0,7 | 0,5 | 10,5 |

### NBA

#### Regular Season
| Anno      | Squadra       | PG | PT | MP  | TC%  | 3P%  | TL%  | RP  | AP  | PRP | SP  | PP  |
| --------- | ------------- | -- | -- | --- | ---- | ---- | ---- | --- | --- | --- | --- | --- |
| 2023-2024 | Atlanta Hawks | 9  | 0  | 5,8 | 23,5 | 23,1 | 75,0 | 0,8 | 0,0 | 0,0 | 0,0 | 1,6 |
| Carriera  | Carriera      | 9  | 0  | 5,8 | 23,5 | 23,1 | 75,0 | 0,8 | 0,0 | 0,0 | 0,0 | 1,6 |

### G League
| Anno      | Squadra       | PG | PT | MP   | TC%  | 3P%  | TL%  | RP  | AP  | PRP | SP  | PP   |
| --------- | ------------- | -- | -- | ---- | ---- | ---- | ---- | --- | --- | --- | --- | ---- |
| 2023-2024 | C.P. Skyhawks | 25 | 25 | 32,6 | 46,2 | 40,0 | 80,3 | 6,3 | 2,2 | 0,8 | 1,2 | 20,4 |
| Carriera  | Carriera      | 25 | 25 | 32,6 | 46,2 | 40,0 | 80,3 | 6,3 | 2,2 | 0,8 | 1,2 | 20,4 |